# My Secret Lover (sang)
"My Secret Lover" er en sang af det danske band Private, og det første hit single fra albummet af samme navn fra  2007. Sangen debuterede som nr. 1. på de Danske hitlister. Sangen refererer meget til 1980-ernes synth pop, og mange anmeldere har sagt at den minder meget om sangerne Prince og Michael Jackson.
| Musik | Spire Denne musikartikel er en spire som bør udbygges. Du er velkommen til at hjælpe Wikipedia ved at udvide den. |